# 宜野湾市立普天間第二小学校
宜野湾市立普天間第二小学校（ぎのわんしりつ ふてんまだいにしょうがっこう）は、沖縄県宜野湾市新城二丁目にある公立小学校。

## 概要
1969年に宜野湾市立普天間小学校から分離開校した。宜野湾村が市になった1962年ごろから人口が増え、同小の児童数が限界に近づいたことによる。
学校の北側には普天間三叉路が、その周辺に普天間神宮や商店街などがある。また、南側は米軍の普天間飛行場とフェンス越しに向かい合っている。

## 沿革
- 1968年8月26日 - 設立認可[2]。
- 1969年4月 - 開校[1][3]。
- 1996年 - 新校舎竣工[1]。
- 2012年
  - 2月18日 - 田中直紀防衛相が視察[3][4]。
  - 3月17日 - 岡田克也副総理が視察[3]。
- 2017年12月13日 - 米軍のCH-53Eヘリから重さ7.7kgの窓がグラウンドに落下し、男子児童一人が軽傷[5]。

## 教育目標
以下の通り。
- 進んで学習し よく考える子 （知育）
- 明るく心豊かな子 （徳育）
- じょうぶで 気力のある子 （体育）

## 校歌
作詞は宮城清吉、作曲は田場盛徳による。歌詞は3番まである。

## 主な進学先
- 宜野湾市立普天間中学校

## 交通アクセス
- バス停「南新城」下車

## 騒音被害
- 米軍普天間基地に隣接するため、教育活動に支障をきたす騒音被害が存在する。学校では国会議員などの政治家や政府関係者の視察が行われたこともある[8]。
- 児童の教育環境の改善のため、2020年4月現在までに2度移転計画が持ち上がっているが、費用調達や計画内容の策定における問題で学校及び保護者側と政府側で調整が付かずに頓挫している[9]。また、当校の移転の有効性を疑問視し普天間飛行場の移転を主張する声もある[10][11]。